# Oryks arabski
Oryks arabski (Oryx leucoryx) – gatunek ssaka z rodziny wołowatych, który dawniej występował w środowisku stepowym i pustynnym Bliskiego Wschodu (ostatni osobnik na wolności zginął w 1972 roku).
Umaszczenie oryksa arabskiego jest prawie białe, z ciemnymi plamami na głowie i kończynach. Długość ciała 1,53–2,35 m; długość ogona 0,45–0,9 m; wysokość w kłębie 0,9–1,4 m; masa ciała 100–210 kg.
Liczebność tej dużej antylopy wskutek niekontrolowanych polowań spadła na początku lat 60. XX wieku do 100–120 osobników. W 1962 roku w ogrodzie zoologicznym w Phoenix (USA) przeprowadzono więc eksperyment hodowlany: trzy schwytane oryksy skrzyżowano z osobnikami żyjącymi dotąd w ogrodach zoologicznych, dzięki czemu odtworzono stado dzikich zwierząt, które następnie wypuszczono na wolność.